# Gaby Aghion
Pour les articles homonymes, voir Aghion.
Gabriella Hanoka, dite Gaby Aghion, née le 3 mars 1921 à Alexandrie en Égypte et morte le 27 septembre 2014 à Paris 5e, est une styliste française.
Elle est la fondatrice de l'entreprise de mode française Chloé, une enseigne de prêt-à-porter. Gaby Aghion avait souhaité créer une marque à mi-chemin entre la haute couture et le prêt-à-porter. Elle est également  célèbre pour avoir inventé le « prêt-à-porter de luxe ».

## Biographie
Née en Égypte, elle est élevée dans un milieu francophile et ouvert. Son père était fabricant de cigarettes. Après son mariage, elle  adopte le nom de son mari, le militant communiste Raymond Aghion (Alexandrie, 1921 - Paris, le 24 juin 2009),,,,, son ancien camarade d'école. Elle venait de la petite bourgeoisie juive égyptienne, il sortait de la grande,,. Ils déménagent à Paris en 1945.
En 1952, Gaby lance la marque Chloé - le prénom de son amie Chloé Huysmans - à Paris et invente le prêt-à-porter de luxe bien avant d'autres couturiers. Elle conçoit six modèles qu'elle fait réaliser par une couturière et va en personne les proposer aux boutiques en vogue. Ses relations dans la haute société parisienne lui apportent de nombreux soutiens :  Jacques Lenoir, avec lequel elle s'associe en 1953, la fondatrice de l'hebdomadaire Elle Hélène Lazareff, la directrice du Jardin des modes Maïmé Arnodin. Il faut attendre 1956 pour voir une véritable collection qu'elle présente au Café de Flore.
La même année, Raymond Aghion part en Italie, où il restera jusqu'à 1956. Cette année-là naît leur fils, Philippe.
Gaby se définit elle-même comme « une beauté sombre et un esprit bohème ». Elle a tôt rejeté les formes rigides caractérisant la mode des années 1950 et s'est évertué à créer une nouvelle catégorie de vêtements féminins dans le secteur du haut-de-gamme de l'époque dominé par la haute couture, le « prêt-à-porter de luxe », un concept alors rare en son temps. Son objectif était de produire des vêtements avant tout doux et féminins, dans des tissus qui ne contraignent pas le corps.[réf. nécessaire]
Gaby Aghion et Jacques Lenoir sont restés à la tête de cette maison jusqu'en 1985, année où Chloé a été racheté par Dunhill Holdings P.L.C. (aujourd'hui Groupe Richemont).[réf. nécessaire]
En décembre 2013, elle est faite chevalier de la Légion d'honneur.
Gaby Aghion meurt le 27 septembre 2014, à l'âge de 93 ans,.